# ری باستان
ری باستان کتابی از حسین کریمان است که در سال ۱۳۴۹ منتشر و برندهٔ جایزه کتاب سال سلطنتی شد.